# Auf Schönbrunn
Auf Schönbrunn é um álbum ao vivo do maestro André Rieu, lançado em 2006.